# Шенгардт Олександр Сергійович
Олександр Сергійович Шенгардт (рос. Александр Сергеевич Шенгардт; 1 червня 1925, Москва — 4 вересня 2020) — радянський російський авіаконструктор, один з найавторитетніших фахівців і керівників у радянському авіабудуванні. Він пройшов шлях від інженера-конструктора до головного конструктора ВАТ «Туполєв», головний конструктор літака Ту-154. Брав участь в проектуванні і створенні етапних літаків Ту-16 і Ту-95, літаків Ту-134, Ту-154М, Ту-155.

## Біографія
Олександр Шенгардт народився в Москві в 1925 році і закінчив Московський авіаційний технологічний інститут (МАТИ) (нині — Російський державний технологічний університет імені Ціолковського).
Шенгардт працював у бюро Туполєва з 1948 року. У 1975 році він став головним конструктором Ту-154 — наймасовішого радянського реактивного пасажирського літака. Сам лайнер почав експлуатуватися з 1972 року, але під керівництвом Шенгардта були створені його численні модифікації, зокрема наймасовіша — Ту-154Б. Пост головного конструктора Ту-154 Шенгардт займав 35 років. Одночасно він був головним конструктором турбореактивного авіалайнера Ту-134, який використовувався на авіалініях малої протяжності.
Шенгардт також брав участь у створенні цивільних лайнерів Ту-104, Ту-114, Ту-124, а також бомбардувальників Ту-16, Ту-95, Ту-22.

## Відзнаки
Кавалер багатьох державних нагород, нагороджений орденом Трудового Червоного Прапора, медалями. Лауреат Ленінської премії, удостоєний почесного звання «Заслужений конструктор Росії» (1997). Почесний авіабудівник СРСР. Ветеран Великої Вітчизняної війни, ветеран праці.

## Виноски
1. ↑  https://ren.tv/news/v-rossii/744219-skonchalsia-konstruktor-tu-154-aleksandr-shengardt